# هيكل ميكانيكي

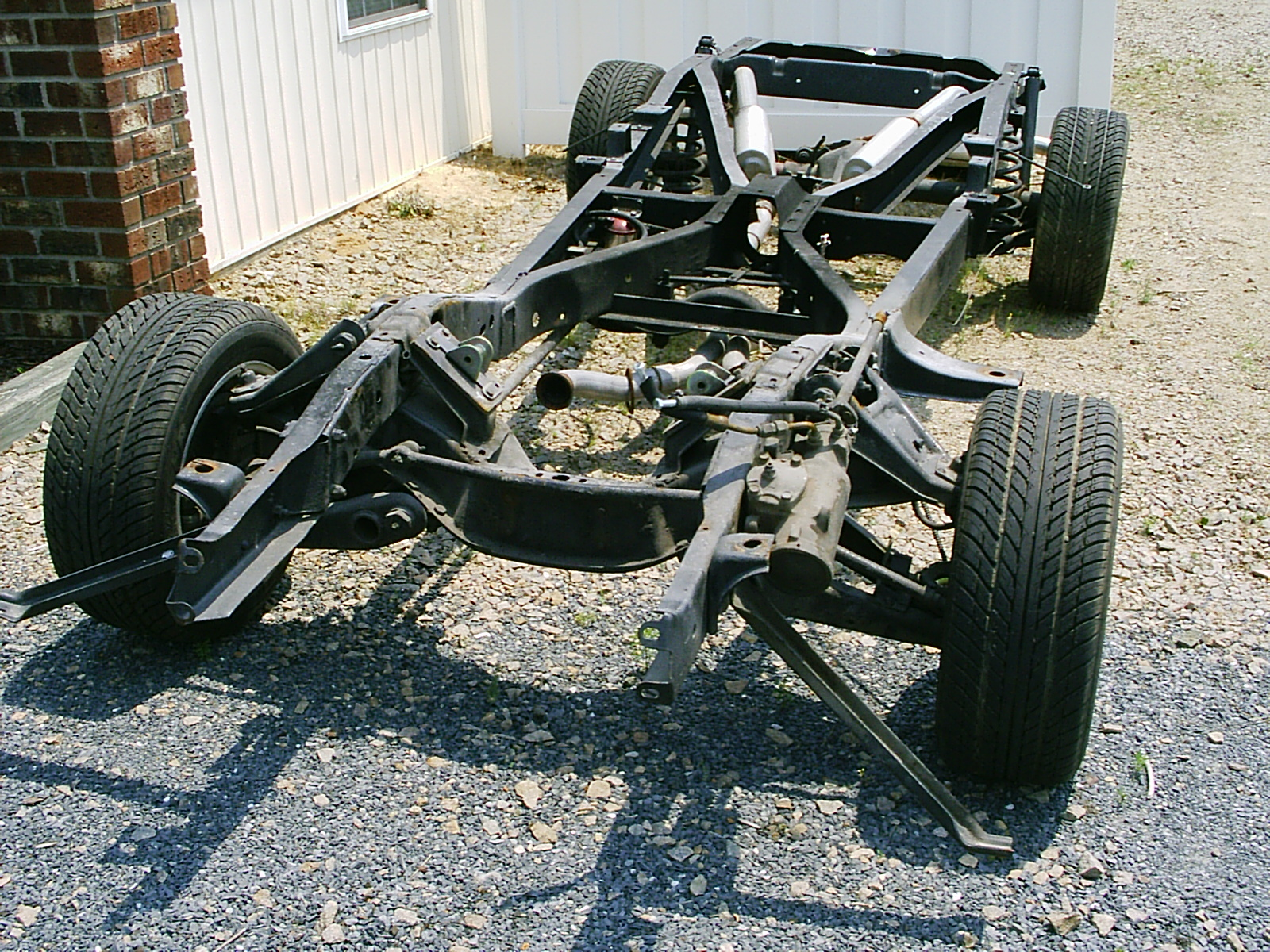

الهيكل أو هيكل السيارة في الميكانيكا هو هيكل ثابت أو متحرك مصنوعة من مواد متينة، الغرض منه التثبيت أو الدعم.